# Genoni Martínez
Genoni Martínez es un jugador de fútbol, fútbol rápido y fútbol playa mexicano más conocido como el "Jefe de jefes", es de las figuras del fútbol rápido más reconocidas y considerado el mejor jugador de fútbol rápido mexicano. Actualmente es entrenador del equipo mexicano Chihuahua Savage perteneciente a la liga MASL. 

## Participaciones en Copas del Mundo Sub-17
| Mundial                     | Sede   | Resultado    | Partidos | Goles |
| --------------------------- | ------ | ------------ | -------- | ----- |
| Copa Mundial Sub-17 de 1991 | Italia | Primera Fase | 3        | 0     |

## Participaciones en Campeonato de Fútbol Playa de Concacaf
| Copa                                           | Sede       | Resultado    | Partidos | Goles |
| ---------------------------------------------- | ---------- | ------------ | -------- | ----- |
| Campeonato de Fútbol Playa de Concacaf de 2006 | Costa Rica | Cuarto lugar | 4        | 1     |